# ナンジャタウン
ナンジャタウン（NAMJATOWN / NAMCO NAMJATOWN）は、アミューズメントスポット事業会社バンダイナムコアミューズメントが運営する屋内型テーマパーク。1996年7月6日に東京・池袋のサンシャインシティに開園した。開園当初の正式名称は「ナムコ・ナンジャタウン」だったが、2013年7月の大幅リニューアルにより、正式名称を「ナンジャタウン」に変更している。
パークのテーマは「思い出とオドロキとトキメキの街」。なお、開園当初のパークのテーマは「思い出とトキメキのテーマパーク」だった。

## 歴史
1996年7月6日に「三越ハウス館」の跡地にオープン。開園当初のナンジャタウンはディズニーランドのようなテーマ性の高い遊具やアトラクションを中心とした構成だった。
2001年11月20日にセガ（後のCAセガジョイポリス）が運営する東京ジョイポリスと“遊好姉妹都市”を締結し、24日に「遊好」を象徴するモニュメントの除幕式と回遊型ラリーイベントの開会セレモニーを行った。
2002年7月19日にナンジャタウン内の「福袋七丁目商店街」に「池袋餃子スタジアム」がオープンして以降、ナンジャタウンはフードテーマパークとしての色彩を強めていった。ナンジャタウンを開園するにあたり設立されたプロジェクトチーム「チームナンジャ」は、フードテーマパークプロデュース集団としてナンジャタウン内で「アイスクリームシティ」「東京デザート共和国」等の企画を手がけたほか、各地に多くのテーマパークを送り出した。
2005年7月15日には「りらくの森」という新しい業態（癒し、リラクゼーション）もオープンさせたが、2010年5月5日に営業終了した。
2013年1月15日から、リニューアルのために休園した。なお、発表当初は休園予定を「2013年夏頃」までとしていた。同年3月28日付のプレスリリースで、リニューアルオープン日が2013年7月11日に決まり、「福袋七丁目商店街」・「もののけ番外地」に加え、新街区「ドッキンガム広場」が新たにオープン、また　デザート全般を扱ったフードテーマパーク「福袋デザート横丁」が「福袋七丁目商店街」にオープンすることが明らかになった。また、このプレスリリースにより新しいロゴマークも発表された。なお、既存の池袋餃子スタジアムもナンジャ餃子スタジアムとしてリニューアルされた。
リニューアルに伴い、サンシャインシティワールドインポートマートビルの2階・3階と一部1階から、2階部分のみの1フロアに規模を縮小。正式名称を、従来の「ナムコ・ナンジャタウン」から「ナムコ」を外した「ナンジャタウン」に変更。また、3階部分および吹き抜け部分の2階と1階の一部はナムコ運営による新テーマパーク"J-WORLD TOKYO"に転換された。J-WORLD TOKYOは、2019年2月17日に閉園。のち改装を経て、2019年7月12日に開業した「MAZARIA（マザリア）」と園内から連絡階段で行き来出来るようになった。MAZARIAは2020年8月31日に閉園した。
2020年12月16日のプレスリリースで、MAZARIA跡地にバンダイナムコアミューズメントが新たに展開する新ブランド「Hugood!（ハグッド）」のフラッグシップ施設「Hugood!街区」が2021年3月19日にオープンした。これと同時にナンジャタウンのロゴも変更され、大阪のHEP FIVEにも「Hugood!街区」のコンテンツや機能を楽しめる「Hugood! from NAMJATOWN」が2020年2月19日に開設された。
2021年10月1日、猫と触れ合える新街区「ニャンジャタウン」がオープン。2021年10月31日に閉店した東急ハンズ池袋店内にあった「ねこぶくろ」にいた猫がこちらの施設に移転している。
2023年2月に、Hugood!展開終了に伴い当施設の「Hugood!街区」及び大阪の「Hugood! from NAMJATOWN」を営業終了し、跡地はともに既に横浜と博多で展開している「バンダイナムコ Cross Store」として2023年3月（池袋は3月18日、梅田は3月10日）から営業開始した。池袋は同業態のフラッグシップ施設となる。それに伴い、ナンジャタウンは2フロア構成から1フロア構成に戻る。

## 特徴
サンシャインシティ内のビルの1つであるワールドインポートマートの、それまで三越が入居していた2・3Fと1Fの一部を利用して開園した。既存の建物のテナントとして開業したので、天井高や床の強度、フロア内の柱などの制限により大型アトラクション装置などの設置は不可能だった。そのためアトラクションは「園内を回遊する」タイプの物が非常に多く、ただ歩くだけでも楽しいテーマ性の高い園内に、ゲーム性を付加している。園内は街区（がいく）と呼ばれるブロックに区切られ、それぞれに独自のカラーを持たせている。
夏休みなどを中心としたイベントなどが他のテーマパークに比べるかなり充実していることも特徴の一つである。2006年にゲーム「九龍妖魔學園紀」と行ったタイアップイベントを切っ掛けに、最近では漫画作品のコミック・単行本の発売記念やアニメ作品のテレビ放映開始・劇場公開作品（主にアニメ映画）の公開記念・DVD販売記念やゲームソフトの発売記念などのタイアップイベントを開催し、得意とするフードテーマパークでの期間限定メニューの販売も同時に行なっている、
また開園当初から現在まで、室内テーマパークとしてはリピーターが多いことも特徴である。これは上記のように年間を通して様々なイベントがあり常にパークの新鮮さを維持していることと、アトラクションやイベントの難易度が全体的に高く、いわゆる“はまりやすい”内容であることが考えられる。特にかつて存在した「スーパーナンジャビザ」はクリアすれば様々な特典が受けられるため利用者が多かったが、108つのスタンプを集めるのは思いのほか難しく、1回の入園ではすべて集めることが困難なため、リピーターを作る要因となった。
園内の用語として、従業員をナンジャリアン、来園客をフェスタリアンと呼び、挨拶や掛け声には「ナンジャラー！」が使われる。

## マスコットキャラクター
三毛猫のナジャヴとそのガールフレンドのナジャミー。
また、2013年のリニューアルからはナジャヴのライバルとされ、新街区「ドッキンガム広場」を拠点とする謎の組織「モジャモジャ団」の団長のモジャヴが登場した。
各街区ではイメージに応じたコスチュームを身にまとったナジャヴ・ナジャミーのイラストを目にすることが出来るほか、ナジャヴ・ナジャミー・モジャヴが園内に登場して挨拶に廻る、キャラクターグリーティングが行われるほか、クリスマスや年越しカウントダウンイベントなどといったシーズンイベントを中心に、ナジャヴ・ナジャミー・モジャヴが出演するイベントなどが行われる。同園内にあるオフィシャルショップ「ナジャモジャマーケット」で3人のキャラクターが描かれたお土産を購入出来る。他には赤ちゃん猫のナンチッチや幸せを運ぶ青い鳥のハピル、お化けのもののけたまなど、数種類のキャラクターが存在する。

## 構成
ナンジャタウンは2フロア4街区とナンジャコアで構成されている。2021年3月19日のリニューアル時点での構成は以下の通り。
ナンジャコア
ナンジャタウンの玄関口となるエリア。かつては中心部としてアトラクションが設置され、1階にあったアトラクションエリア「ドレッサールーム」もナンジャコアに含まれていた。2013年のリニューアルにより1階と3階部分は消滅、2階部分はエントランス（入園ゲート）とインフォメーション、タウンガイド（園内地図案内板）、オフイシャルショップ「ナジャモジャマーケット」のみとなり、大幅にエリアが縮小した。
福袋七丁目商店街
街区の一つ。昭和30年代の商店街を思わせるノスタルジックな雰囲気のエリア。後述のフードテーマパーク「ナンジャ餃子スタジアム」と「福袋デザート横丁」はこのエリアにある。ナンジャ餃子スタジアムの前身、池袋餃子スタジアムのオープン時に「福袋餃子自慢商店街」へ改称。2013年7月のリニューアルにより「福袋七丁目商店街」の名称に戻している。
もののけ番外地
街区の一つ。和風ホラーエリア。イベント会場として使用されていたナンジャミュージアムがあった場所とゴースト13番街の一部を改装して1997年7月26日にオープンした。福袋七丁目の郊外にある「袋小路十三丁目」の神社、学校などにゴースト13番街のゴーストたちがとり憑いたという設定。フェスタリアンに向けて「このエリアのアトラクションは恐怖やショックを体験していただくアトラクションです。ご心配な方はご遠慮ください。」と警告をしている。ホラーイベント「ナンジャ怨霊フェス」はこの街区で開催される（後述）。2024年3月16日、エリアが忍者たちによって占領されてしまったという設定で「NINJATOWN(ニンジャタウン)」にリニューアル。ただし、もののけ番外地自体の設定や、内装のほとんどは残されており、また2024年の「ナンジャ怨霊フェス」では、『「もののけ番外地」で封印されていた「もののけ達」が復活！』という設定となっている。
ドッキンガム広場
2013年7月11日のリニューアルオープンに合わせて登場した街区。絵本のようなファンタジー世界をモチーフとしている。かつて「マカロニ広場」に存在した一部アトラクションはこちらに移設されている。
Hugood!街区
2021年3月19日のリニューアルオープンに合わせて登場した新街区。公式によれば「アニメやゲーム、映画、ドラマ、アーティストなどのファンのみなさまに特化した商品、飲食、サービス、体験などを開発するバンダイナムコアミューズメントのブランド『Hugood!(ハグッド)』のリアル体験ができるフラッグシップ施設」となっている。サロン、アリーナ、カフェ、ショップで構成されており、4つの街区で唯一アトラクションの設置が無い。

### かつて存在した街区

#### 2F
りらくの森
リラクゼーションをテーマとした、癒し系エリア。もののけ番外地の一部を改装して2005年7月15日にオープンし、2010年5月5日に営業を終了した。ここでは日本だけでなく、中国やインドなど世界各国のセラピーを体験できた。りらくの森があった場所はのちに、イベントスペース（イベントホール）の「ナンジャアリーナ」に改装、主に期間限定イベントや、前述の映画公開記念・ゲーム販売記念・DVD販売記念のタイアップイベント関連などの期間限定アトラクションの開催場所として使用されていた。
ゴースト13番街
西洋風ホラーエリア。ナンダーバード軍と交戦中のゴースト軍のエリアとされ、ナンダーバードの地下にある下水道をイメージ。ナンジャタウンの街区では最も狭い。2013年のリニューアルにより消滅した。

#### 3F
2013年1月まで存在したフロア。2013年におこなわれたフロア縮小を伴うリニューアルにより、3階にあった2つの街区と前述のナンジャコアの3階部分が消滅した。
マカロニ広場イタリアのローマ、特に映画『ローマの休日』をモチーフとしたエリア。占いやおまじない、メリーゴーランドなど女性向けのアトラクションが多い。後述のフードテーマパーク「東京デザート共和国」はこのエリアにあった。
ナンダーバードアメリカの軍事基地風エリア。ゴースト軍との戦いに勝利し、基地全体がお祭り騒ぎの真っ最中という設定。後述のフードテーマパーク「アイスクリームシティ」はこのエリアにあった。

## フードテーマパーク
ナンジャタウンのフードテーマパークとは一般のものとは異なり、アトラクションが主体だったテーマパーク内にそのテーマに沿った飲食施設を追加したという形になっている。これは、フードテーマパークを開始したきっかけが既存の施設の入場者数増加へのテコ入れであるという経緯による。現在フードテーマパークはナンジャ餃子スタジアム、福袋デザート横丁の2つがあり、それぞれのエリアのテーマに沿った飲食物が提供されている。

### ナンジャ餃子スタジアム
2002年7月19日に「福袋七丁目商店街」エリアの一部を改装し「池袋餃子スタジアム」がオープンした。同時に「福袋七丁目商店街」も「福袋餃子自慢商店街」に改称した。ノスタルジーを掻き立てるレトロな雰囲気と、日本全国の餃子を楽しめる運営スタイルがヒット、集客力アップに大きく貢献し初年度には218万人を集客している。コンセプトは「ご当地餃子の共演」。それ以降、ナンジャタウンは屋内型アミューズメント施設だけでなく、各種の食べ物を集めた総合フードテーマパークとしての色彩を濃くしていくこととなる。
架空の都市でありながら、2002年には宇都宮餃子で知られる栃木県宇都宮市と餃子姉妹都市提携を行っており、宇都宮市民は住所を証明できる身分証明書（運転免許証や健康保険証など）をナンジャタウン入園窓口に提示すると、いつでも無料で入園できた（現在は終了）。
2013年7月のナンジャタウンのリニューアルに伴い「ナンジャ餃子スタジアム」に改称された。

### 福袋デザート横丁
2013年7月11日に「福袋七丁目商店街」エリアの一部を改装しオープン。後述の「アイスクリームシティ」と「東京デザート共和国」の後継として、広くデザート全般を取り扱う事になった。

### 終了したフードテーマパーク

#### アイスクリームシティ
2003年7月18日に「ナンダーバード」エリアの一部を改装しオープン。メインとなる展示は日本各地から集められたご当地アイスクリームを味わうことのできるカップアイス博物館で、納豆や手羽先など、一風変わった素材のアイスクリームを楽しむことが出来た。また、アルコール入りアイスクリームなど、大人ならではの楽しみもある。これらのアイスは持ち帰ることもでき、シティ中央に併設されている宅配便で送ることも可能だった。また、カップアイス博物館を取り囲むように設けられた各店舗では、日本だけでなくトルコアイス（ドンドゥルマ）やイタリアのアイスクリームを味わえた。さらに施設内には、日本国内でのアイスクリームの歴史や豆知識なども展示されていた。
2013年の休園を伴うリニューアル工事によるエリア縮小のため、2013年1月14日をもって終了した。

#### 東京シュークリーム畑・東京デザート共和国
2004年7月23日に「マカロニ広場」エリアの一部を改装しオープン。当初はシュークリーム専門のテーマパーク「東京シュークリーム畑」で、2006年7月に「東京デザート共和国」に改名、広くデザート全般を取り扱う事になった。
当初の目玉はチームナンジャがこれまでの経験を生かし、全国各地から厳選した人気デザートの専門店および、シーズン毎にテーマを替え、期間限定で全国各地から100種類以上のデザートを取り寄せるデザートイベント会場の「デザートガーデン」。同会場は後に、「フェスタスクエア」と改名され期間限定のイベントに使用されていた。
2013年の休園を伴うリニューアル工事によるエリア縮小のため、2013年1月14日をもって終了した。

## ナンジャ怨霊フェス
2018年より開催された、ナンジャタウン初となるホラーイベント。18時になるともののけ番外地に怨霊が出現する他、限定で開催されるホラーアトラクション、口裂け女とのグリーティング、限定フードの販売などが実施される。

### 2018年
7月27日～9月17日開催。9月22日～11月4日の「やばカワ ハロウィンフェス！」開催期間中は怨霊がより凶暴になり、アトラクションが追加され『ナンジャ怨霊フェス 増恐（以下「増恐」）』が開催された（金土日祝のみ）。
お化け屋敷「ダルマサマ」（絶叫レベル：5）
「妖怪ウォッチアトラクション」を使用したお化け屋敷。「だるまさんが転んだ」で遊んでいる時に不慮の事故で亡くなった少女の亡霊「ダルマサマ」を供養するというミッションがある。最初に肩に襷をかけ、屋敷内にいるダルマサマ（アクター）がこちらを向いている間は「だるまさんが転んだ」のルール同様止まっていなければならず、この時に動いてしまうとダルマサマに襷を切られて供養失敗となる。
「増恐」ではダルマサマの出現場所が追加されている。
ひきこさん・ザ・ライド（絶叫レベル：3）
「爆裂！蚊取り大作戦」を使用したライド型お化け屋敷。ライドから流れるひきこさんの話を聞きながら進行する。途中ひきこさん（アクター）も登場する。唯一もののけ番外地以外で実施されたホラーアトラクション。
ゾンビブレイカー・凶（絶叫レベル：2）
ルールは通常のゾンビブレイカーと同様だが、人形が捨てられた焼却炉という設定になっており、アクターも登場する。
こっくりさん・ザ・リアル（絶叫レベル：4）
「増恐」より登場。こっくりさんの恐怖を体感できるアトラクション。

### 2019年
8月1日～9月1日開催予定だったが、11月4日まで延長（9月2日以降は金土日祝のみ開催）。2018年版とはアトラクションが刷新された。また、もののけ番外地に入るにはナンジャパスポート又はナイトパスポートが必要となっている。この年から実施された「肝だめしミッション」は、もののけ番外地内に設置された3つのバケツの中に書かれた文字をもののけ番外地入口にいるナンジャリアンに伝えると、怨霊ブロマイド（シークレット含む全14種類）が1枚貰えるというもの。
怪奇植物学園（絶叫レベル：3）
「ゾンビブレイカー」を使用した、植物に支配された理科室から除草剤を見つけ出し脱出するミッション型アトラクション。植物に寄生された理科教師に見られている間に動いてしまうとミッション失敗となる。
猟奇手術医からの逃亡（絶叫レベル：3）
閉鎖された手術室からカードキーを探して脱出するミッション型アトラクション。手術医に動いている所を見つかるとミッション失敗となる。利用には整理券が必要。
悪霊祓い ザ・リアル（絶叫レベル：4）
畳の上に座り、お祓いの恐怖体験をするアトラクション。基本的には2018年に開催された「こっくりさん・ザ・リアル」に似ている。利用には整理券が必要。
音無回廊 ～目隠し姫の呪い～（絶叫レベル：5）
目をくり抜かれた女中に気付かれないように進むお化け屋敷。内部は天井から吊り下げられた鈴や軋む床などかあり、音を立てたり声を上げてしまうと襷を切られてしまう。
17時までは「甘口ver.（絶叫レベル：1）」として、アクターが少ないバージョンを開催していた。期間延長後はアクターのいない「激甘ver.（絶叫レベル：0.5）」として、怨霊フェス開催日以外にも実施された。こちらはパスポートの他ナンジャコインでも利用可能（前者は80ナンジャ、後者は60ナンジャ）。
2019年12月より常設化され、土日祝日は「イマーシブシアター 音無回廊」、平日は「音無回廊 ～激甘～（内容は上記の激甘ver.と同一）」として実施されている。

### 2022年
10月14日～11月27日開催。新型コロナウイルス感染症の影響により3年振りの開催となった。一部のアトラクションでは声優が出演している（後述）。肝だめしミッションの内容は2019年と一緒だが、ナンジャタウン全域に拡大された。怨霊ブロマイドはシークレット含む全7種類。
怨念回廊 ～目隠し姫の呪い～（絶叫レベル：5）
声の出演：梶裕貴
基本的には2019年の「音無回廊 ～目隠し姫の呪い～」と同じだが、一部演出が異なっている。また、今回は襷は無い。
ゾンビブレイカー・凶（絶叫レベル：2）
基本的には2018年に開催されたものと内容は同じ。
戦慄教室（絶叫レベル：4）
声の出演：岡本信彦
かつて火災が起きた高校の教室で亡くなった生徒達の謎を解き明かすという3Dサウンドホラーアトラクション。福袋七丁目商店街にて実施。
怨霊フェス終了後、12月30日から2023年1月29日までの期間限定で、場所をドッキンガム広場のブラックサロンに移し新たな演出を加えた「戦慄教室 ～視(シ)～」を実施した。
ひきこさん・ザ・ライド（絶叫レベル：3）
声の出演：鬼頭明里
基本的には2018年に開催されたものと内容は同じ。
脱出病棟Ω（絶叫レベル：5）
バンダイナムコが運営する「VR ZONE」や、2020年8月31日に閉場した「MAZARIA」に設置されていたVRホラーアトラクション。ドッキンガム広場の「もののけハンターズ」にて実施。
このアトラクションのみ、ナンジャタウン開園の10時から実施されている。
怨霊フェス終了後も引き続き実施している。

## 入園料
入園する場合には入園券またはパスポート（アトラクションフリーパス）が必要となる。パスポートには入園料が含まれている。アトラクションを体験する際には当日の入場日付が記載されているパスポートの提示かナンジャコインと呼ばれるメダルが必要となる。中学生以上のフェスタリアンは大人料金、4歳以上のフェスタリアンは子供料金となる。また3歳以下のフェスタリアンについては入園が無料となっている。一部のアトラクションではパスポートやナンジャコインで利用が出来ないものもある。詳しくはナムコ・ナンジャタウンのアトラクションを参照。
なお、2019年7月12日の「MAZARIA」（マザリア）開園に伴い、園内にナンジャタウンとMAZARIAとの連絡通路(連絡階段)が設置され、ナンジャタウンとMAZARIAとの相互入園が可能となった為、ナンジャタウンとMAZARIAのチケットシステムが一部共通化され、ナンジャエントリーの大人・こどもの料金が改定された。なお、ナンジャパスポート、ナイトパスポート、年間パスポートの価格変更はなし。

### 通常入園券
ナンジャエントリー
入園だけを目的とするチケット。園内でアトラクションを体験するには、各アトラクションが設定している分の「ナンジャコイン」を購入する必要があり、こちらは1枚200円で購入可能。また、一部のアトラクションではこの入園券を必要とする。なお、MAZARIAのオープン、及びMAZARIAとの連絡通路設置に伴い、エントリー(入園)チケットが共通化され、相互に入園・移動が可能となった。
大人：800円／子供：500円
ナンジャパスポート
ナンジャタウン・MAZARIAの入園およびナンジャタウンの園内のアトラクションを1日中楽しむことができる。
大人：3,500円／子供：2,800円
ナイトパスポート
17時以降のナンジャタウン・MAZARIAの入園およびナンジャタウンの園内のアトラクションを楽しむことが出来る。
大人：1,800円／子供：1,500円
入園チケット
2020年10月よりしばらくの間設定ナンジャタウンとアニメやゲームとのコラボレーションイベントを利用する際に必要。コラボレーションイベントを使用しない場合は不要（上述のナンジャエントリーやナンジャパスポートを購入）。イープラスでの事前販売のみだが、残数がある場合に限り当日も販売する。
大人：800円／子供：500円

### 年間パスポート
ナンジャタウン年間パスポート
1年間、入園と園内のアトラクションが体験出来る。購入日より使うことが出来る。ナイトパスと同様、リニューアル以前から存在し、一旦販売を終了、価格改定し2013年10月1日から再発売された。また、2015年10月にも価格改定が行われた。大人では3回行けば元が取れる計算となる。
大人：10,500円／子供：8,400円
現在は販売終了しているため、購入ができない。
※上記までの入園券ではMAZARIAのアトラクション利用は別途料金が必要になる。

### パスポートセット（ナンジャタウン・MAZARIA共通フリーパス券）
発売はMAZARIA閉館の2020年8月31日まで。
ナンジャタウン・MAZARIA パスポートセット
ナンジャタウンとMAZARIAの入園およびナンジャタウンとMAZARIAのアトラクションを1日何度でも楽しむことが出来るセット券。
大人：5,500円／子供：3,700円
ナンジャタウン・MAZARIA ナイトパスポートセット
17時以降のナンジャタウン・MAZARIAの入園およびナンジャタウンとMAZARIAのアトラクションを何度でも楽しむことが出来るセット券。
大人：4,500円／子供：2,700円

## 会員サービス
クラブ・ナンジャ
会員登録することで、パスポートの割引、ポイントやフェスタリアン称号の獲得、専用サイトでアトラクションの記録や写真が閲覧できるなどの限定特典が受けられる。
ナジャヴ倶楽部 CARD
オフィシャルクレジットカードサービス。オリエントコーポレーション（Oricoカード）と業務提携。入会するとパスポートが特別料金で購入できる。

## 事件・事故
- 2005年7月21日の開園前、アトラクション「地獄旅館」で旅館内にある演出物の点検を行っていたナンジャリアンが、誤作動した装置に挟まれ意識不明の重体となる事故が発生した。その後、事故の原因を詳しく調べると共に安全確認をとるためにしばらく営業を見合わせ、翌2006年3月1日に営業を再開した。
- 2011年3月12日、臨時休園した。当時の公式サイト上のお知らせでは「都合により」と記載されており、前日に起きた東北地方太平洋沖地震の影響かは不明。13日・14日は開園時間を10:00から18:00までに短縮し営業を再開。15日から18日まで終日臨時閉園。
- 2011年3月19日 - 21日は11:00から18:00までの短縮で再開園することになった。22日は終日休園をし、23日から28日の間は平日は11:00から18:00、土日祝日は10:00から18:00までの短縮開園。29日からは平日は11:00から18:00まで、土日祝日は10:00から20:00までの短縮開園に変更された。その後、通常営業に戻っている。
  - 有効期限が2011年3月31日から同年6月29日までの前売り券・引換券・割引券は有効期限を同年6月30日まで延長する処置がとられた。また、2011年3月11日から2012年3月20日の間に有効期限を迎える期間チケット（年間パスポート・期間エントリーチケット）の有効期限を1ヶ月延長する処置がとられた。
  - なお、3月12日以降、期間パスポート・期間エントリー（期間入園）券の販売をしばらく見合わせた。2011年10月1日から年間パスポートチケットのみ販売を再開、その他の期間パスポート・期間エントリー（期間入園）券は販売を終了した。